# En noir et blanc (Monténégro)
Ne doit pas être confondu avec En noir et blanc (album).
La Plateforme civique « En noir et blanc » (en monténégrin : Отворена грађaнска платформа "Црно на бијело" romanisé : Otvorena građanska platforma "Crno na bijelo", également appelé « En noir et blanc - Les citoyens » (Crno na bijelo - Građani), plus connu familièrement sous le nom de En noir et blanc, est une ancienne plateforme politique et liste électorale social-libéral, écologiste et europhile monténégrine. Lancé par le Mouvement civique URA et soutenu par le Parti vert européen pour les élections législatives de 2020.
Depuis la formation de la 11e législature du parlement, l'URA et le Civis ont poursuivi leur alliance au sein du groupe parlementaire « En noir et blanc ». Outre l'URA et le Civis, la coalition est également composée de plusieurs groupes d'intérêts minoritaires non parlementaires, de partis à thème unique et régionalistes, ainsi que de quelques organisations politiques libérales indépendantes et d'ONG. La liste a également participé aux élections municipales de 2020 et 2021.

## Histoire

### Élections législatives de 2020
Le Mouvement civique URA décide de se présenter indépendamment aux élections législatives d'août 2020, présentant sa plate-forme électorale libérale, verte et anti-corruption « En noir et blanc », dirigée par des candidats indépendants, dont la célèbre journaliste et militante Milka Tadić, des professeurs d’université, des journalistes, des citoyens et des ONG, avec le chef du parti Dritan Abazović en tant que porte-parole, poursuivant la coopération avec l'ONG libérale Union citoyenne « Civis ». La liste électorale de l'URA comprend également un représentant du Parti de la justice et de la réconciliation, des intérêts de la minorité bosniaque, ainsi que quelques partis et initiatives mineurs extra-parlementaires et localistes. L'élection se solde par une victoire des partis d'opposition et la chute du pouvoir du DPS au pouvoir, qui dirige le pays depuis l'introduction du multipartisme en 1990. La coalition remporte 5,58% des suffrages, soit 4 sièges au parlement. Au lendemain de l'élection, le chef de la liste de coalition, Abazović, et les têtes de liste Pour le futur du Monténégro et La paix est notre nation, Zdravko Krivokapić et Aleksa Bečić, se mettent d'accord lors d'une réunion sur plusieurs principes sur lesquels reposera le futur gouvernement, dont la formation d'un gouvernement d'expert, pour continuer à travailler sur le processus de l'adhésion à l'Union européenne, la lutte contre la corruption, ainsi que de surmonter la polarisation de la société.

### Gouvernement
Le 4 décembre 2020, le nouveau gouvernement de coalition du Monténégro est élu par 41 des 81 députés du Parlement du Monténégro, et le candidat indépendant Zdravko Krivokapić devient le nouveau Premier ministre du Monténégro, avec le chef de l'URA Dritan Abazović comme nouveau vice-premier ministre, mettant officiellement fin à trois décennies de régime DPS dans le pays. Après l'élection, Civis devient un parti politique et un seul représentant au parlement qui appartient au Dr Srđan Pavićević, tandis que l'URA conserve les trois autres sièges remportés. En septembre 2020, les deux partis forment un groupe parlementaire conjoint portant le nom de sa liste électorale, continuant de soutenir et de participer au gouvernement d'expert de Zdravko Krivokapić.

## Résultats électoraux

### Élections législatives
| Année | Suffrages | %    | Sièges | Gouvernement                                 |
| ----- | --------- | ---- | ------ | -------------------------------------------- |
| 2020  | 22 679    | 5,54 | 4 / 81 | Krivokapić (2020-2022), Abazović (2022-2023) |

## Groupe parlementaire
| Membres | Membres | Idéologie principale               | Positionnement         | Chef            | Nombre de sièges |
| ------- | ------- | ---------------------------------- | ---------------------- | --------------- | ---------------- |
|         | URA     | Social-libéralisme Politique verte | Centre à Centre gauche | Dritan Abazović | 3 / 81           |
|         | Civis   | Libéralisme Technocratie           | Centre à Centre gauche | Srđan Pavićević | 1 / 81           |